# مارغريت بونس إزرائيل
مارغريت بونس إزرائيل هي رسامة كوبية، ولدت في 1929 في هافانا في كوبا، وتوفيت في 1987 بسبب حادث مرور.